# Tansèga (Zoungou)
Pour les articles homonymes, voir Tansèga.
Ne doit pas être confondu avec Tanséga.
Tansèga, également orthographié Tangsèba, est une commune rurale située dans le département de Zoungou de la province du Ganzourgou dans la région Plateau-Central au Burkina Faso.

## Géographie
Tansèga est situé à environ 5 km au sud de Zorgho, le chef-lieu de la province, et à 3 km au nord-est de Zinado.
Il s'étend sur 16.9 km² avec sur une pente moyenne-faible (4,40m/km) et son sol est de type limono-argileux. La crue décennale y est d'un peut moins de 30m³/s, avec des apports variant de 528mm lors des décennales sèches et 972mm lors des décennales humides.

## Économie
La culture du riz y est organisée sur le principe des Smart-Valleys du centre du riz pour l'Afrique.

## Santé et éducation
Le centre de soins le plus proche de Tansèga est le centre de santé et de promotion sociale (CSPS) de Zinado, tandis que le centre médical avec antenne chirurgicale (CMA) se trouve à Zorgho.